# Diporiphora pindan
Diporiphora pindan — вид ігуаноподібних ящірок родини агамових (Agamidae). Ендемік Австралії.

## Поширення і екологія
Diporiphora pindan мешкають на півночі Західної Австралії, від півострова Дампір на південному заході регіону Кімберлі через Велику Піщану пустелю до пустелі Танамі, а також вздовж Пілбарського узбережжя до Каррати. Вони живуть в піщаних місцевостях, порослих спінніфексом, травою і чагарниками акації.